# サハリン湾
座標: 北緯53度40分32秒 東経141度32分23秒 / 北緯53.675561度 東経141.539612度
サハリン湾 （サハリンスキー湾、露： Сахалинский залив）は、オホーツク海の湾。ユーラシア大陸のアムール川河口北方地域と、対岸の樺太（サハリン島）の北端地域に挟まれている。ロシア連邦のハバロフスク地方とサハリン州にかけての海域である。

## 概要
サハリン湾 （サハリンスキー湾）はオホーツク海にある湾で、ユーラシア大陸東部のアムール川河口北方地域と、樺太（サハリン島）の北端であるシュミット半島の間に位置している。湾の中央は間宮海峡（タタール海峡）の入り口にあたり、日本海に通じている。湾の幅は、160キロメートルに達する。11月から1月にかけて流氷に覆われる。サハリン湾東部の樺太沿岸には、モスカリボ港（露： Москальво）があった。